# Dingana jerinae
Dingana jerinae là một loài bướm ngày thuộc họ Nymphalidae. Nó là loài duy nhất được tìm thấy ở the upper miền nam scree slopes of the Kransberg in the tỉnh Limpopo.
Sải cánh dài 65–72 mm. Con trưởng thành bay vào tháng 11. Có một lứa một năm
Ấu trùng có thể ăn các loài Poaceae khác nhau. Ấu trùng ăn Pennisetum clandestinum